# Order Zasługi Brandenburgii
Order Zasługi Brandenburgii (niem. Verdienstorden des Landes Brandenburg) – odznaczenie ustanowione w 2004 i nadane po raz pierwszy 14 lipca 2005, w dniu święta konstytucji landu Brandenburgia. Nadaje go premier Brandenburgii za wyjątkowe zasługi dla kraju związkowego i jego ludności na wniosek ministrów lub prezesa parlamentu. 
Reguła orderu zabrania przyznawania go więcej niż 30 osobom rocznie, a łączna liczba żyjących odznaczonych nie może przekroczyć 300. Premier Brandenburgii jest ex officio kawalerem orderu.
Insygnium jednoklasowego orderu jest emaliowany na czerwono krzyż maltański bez kulek na szpicach ramion, z czerwonym orłem brandenburskim w białym medalionie awersu i z napisem "Brandenburg" oraz datą i numerem nadania na nieemaliowanym srebrnym rewersie. Order noszony jest na białej wstędze z dwoma bocznymi czerwonymi paskami, przez kobiety na damskiej kokardzie powyżej lewej piersi, przez mężczyzn na szyi.
Dotychczas (kwiecień 2016) nadano order 160 osobom, w tym 47 kobietom. Otrzymali go m.in. pisarz Günter de Bruyn i reżyser Volker Schlöndorff, a z Polaków m.in. ambasador Marek Prawda i Nadinspektor Policji Andrzej Łapiński.